# Stopceativ, Cosău
Stopceativ (în ucraineană Стопчатів) este o comună în raionul Cosău, regiunea Ivano-Frankivsk, Ucraina, formată numai din satul de reședință.

## Demografie
Componența lingvistică a comunei Stopceativ
     Ucraineană (99,75%)
     Alte limbi (0,25%)
Conform recensământului din 2001, majoritatea populației comunei Stopceativ era vorbitoare de ucraineană (99,75%), existând în minoritate și vorbitori de alte limbi.